# Каннара
Каннара (італ. Cannara) — муніципалітет в Італії, у регіоні Умбрія,  провінція Перуджа.
Каннара розташована на відстані близько 125 км на північ від Рима, 21 км на південний схід від Перуджі.
Населення — 4349 осіб (2014).
Щорічний фестиваль відбувається 21 вересня. Покровитель — San Matteo.

## Демографія
Населення за роками:

Станом на 1 січня 2023 року в муніципалітеті офіційно проживало 406 іноземців з 32 країн, серед них 164 громадяни країн Євросоюзу та 26 громадян України.

## Сусідні муніципалітети
- Ассізі
- Беттона
- Беванья
- Гуальдо-Каттанео
- Спелло